# Bíborélű kígyógomba
A bíborélű kígyógomba (Mycena purpureofusca) a kígyógombafélék családjába tartozó, Európában és Észak-Amerikában honos, nem ehető gombafaj.

## Megjelenése
A bíborélű kígyógomba kalapjának átmérője 0,5-2,5 (4) cm, alakja kezdetben kúpos vagy harang alakú, később kiterül. Széle fiatalon lehajló, felületét apró fehér szőr borítja. Idősen széle kiegyenesedik, felszíne simává válik. Kissé higrofán, nedvesen zsírosan fénylik, több mint feléig barázdált, enyhén áttetsző, a kalapon át jól látszanak a lemezcsatlakozások. Színe a közepén sötétbarna, mélylila, szélein fakó halványlila, öregen lilásszürke. Húsa vékony, hajlékony, szürkés színű. Szaga és íze nem jellegzetes. 
Keskeny, sűrűn álló lemezei tönkhöz nőttek. Színük fehéresszürke, élük bíborszínű, ibolyás, a szélük esetleg hullámos lehet.
Spórapora fehér. Spórái széles ellipszis alakúak, sima felületűek, méretük 8-10 x 6-7 µm, vagy 10-14 x 6,7-8,5 µm attól függően, hogy négy- vagy kétspórás bazídiumból származnak-e.  
Tönkje 3-10 cm magas és 0,1-0,2 cm vastag. Alakja karcsú, hengeres. Felülete sima; csöves, kemény, porcos, alapja fehéren bolyhos, gyakran gyökerezik. Színe a kalapéval megegyezik vagy valamivel világosabb, a kalap alatt sápadtabb.

### Hasonló fajok
Hasonlít hozzá a szintén nem ehető vörösszegélyű kígyógomba, amely barnább színkomplexumú és nem higrofán.

## Elterjedése és termőhelye
Európában és Észak-Amerikában honos. Magyarországon ritka. 
Fenyőerdőkben található meg, ahol a tűlevelű fák (főleg luc-, kéttűs fenyők, douglasfenyő) korhadó faanyagán, törmelékén, néha a bomló tűleveleken él egyesével vagy kisebb csoportokban. 
Nem ehető. A gomba olyan lakkáz enzimet tartalmaz, amely lebontja a textil- és nyomdaiparban használt, környezetszennyező szerves festékeket.  

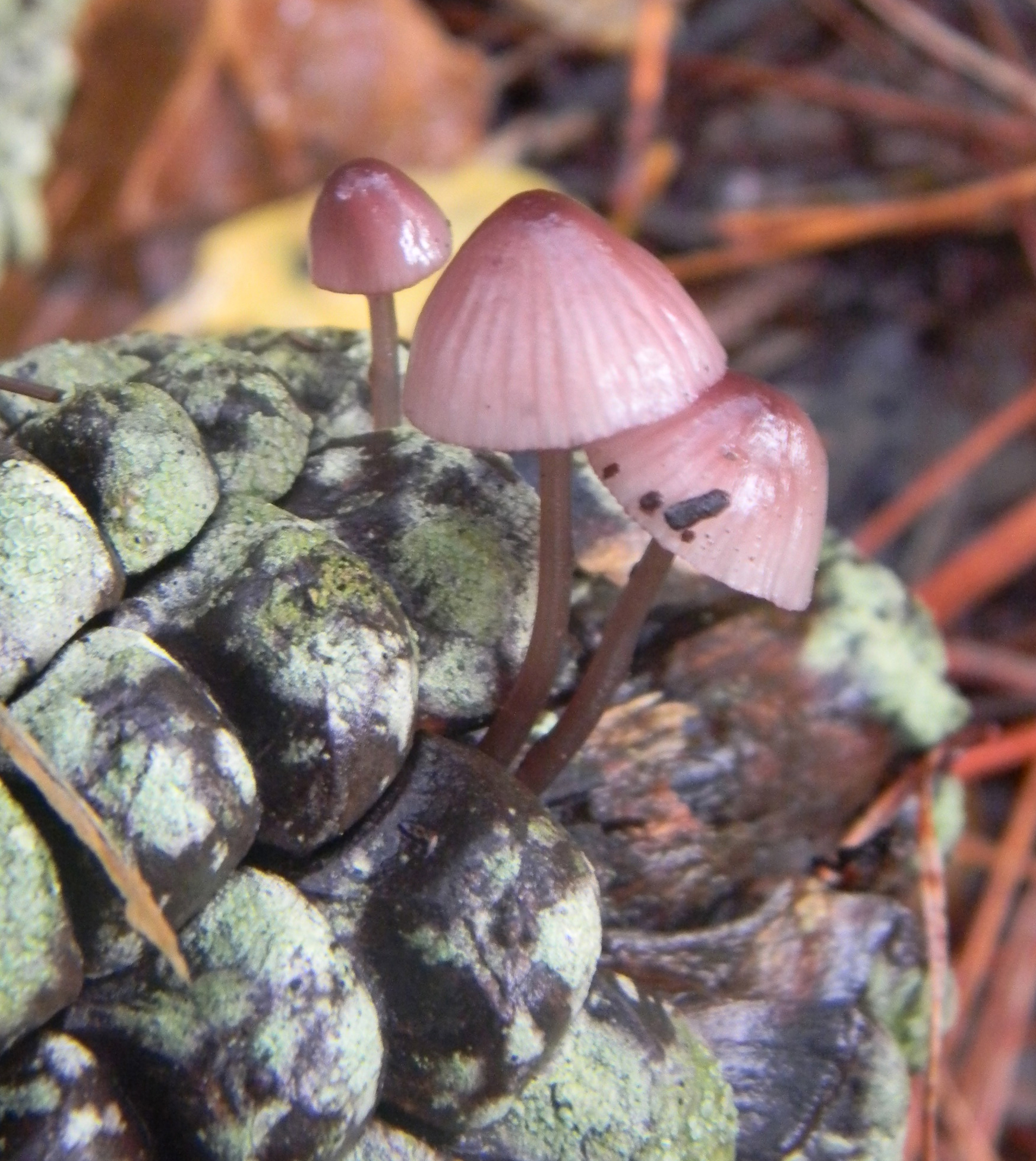
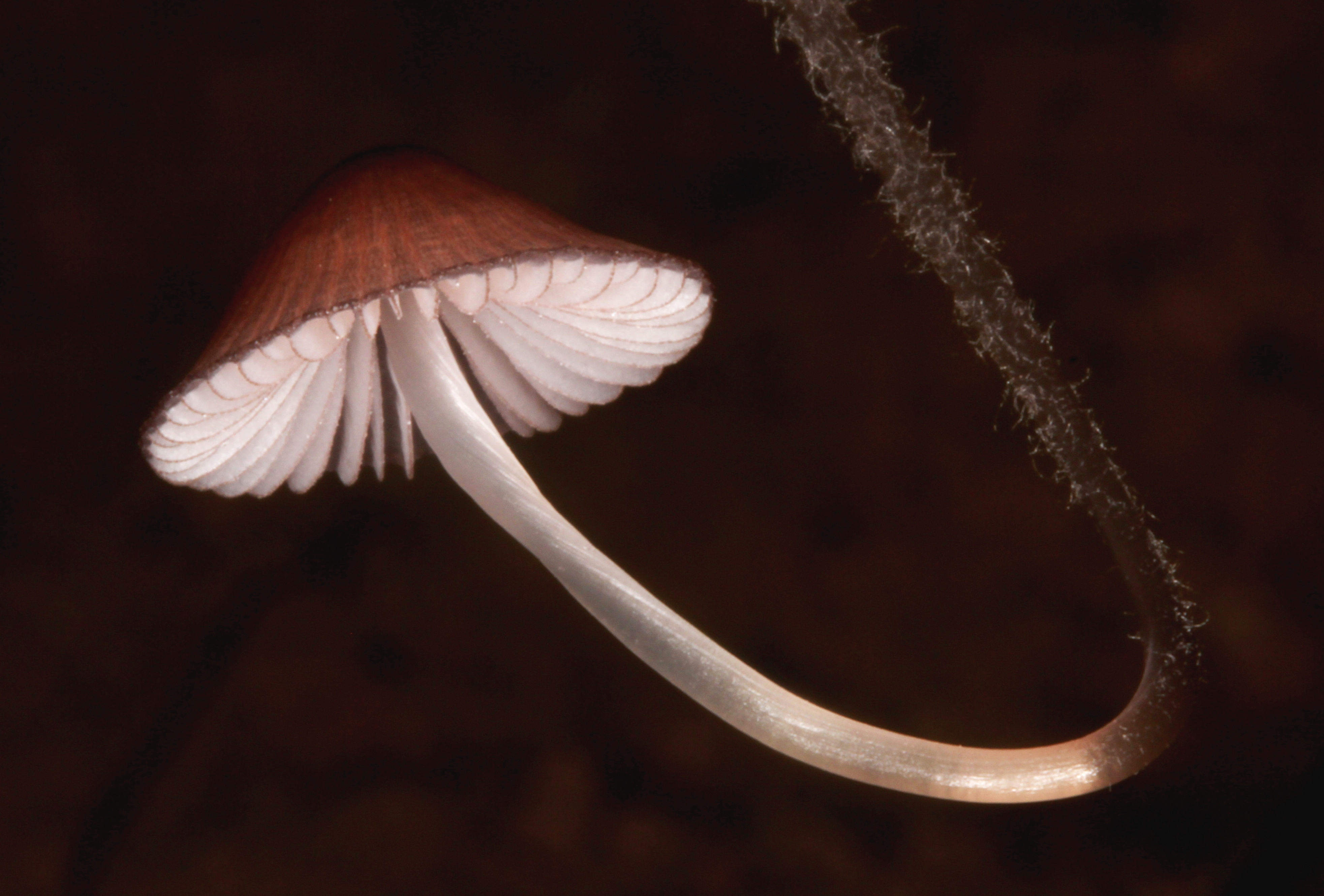
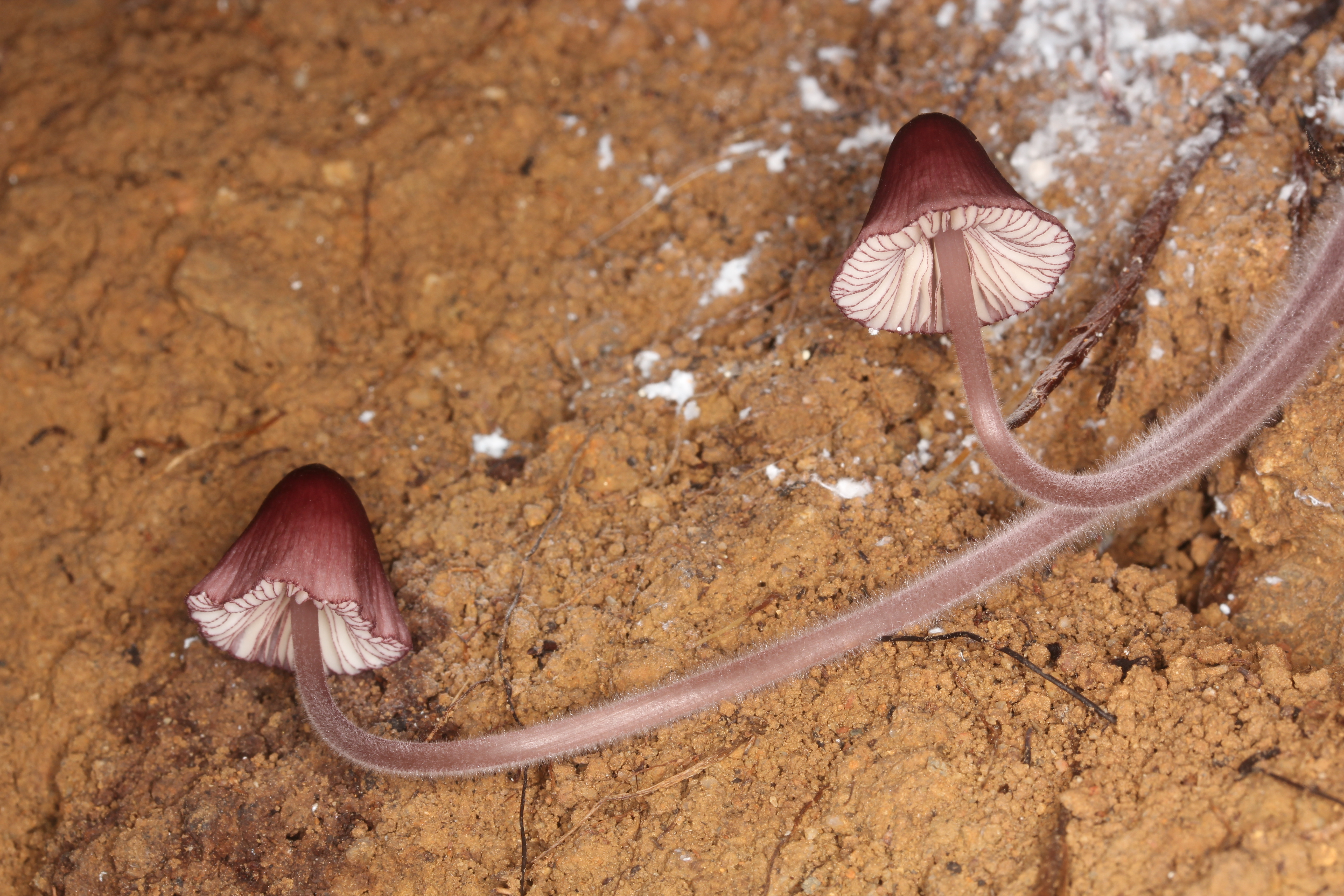
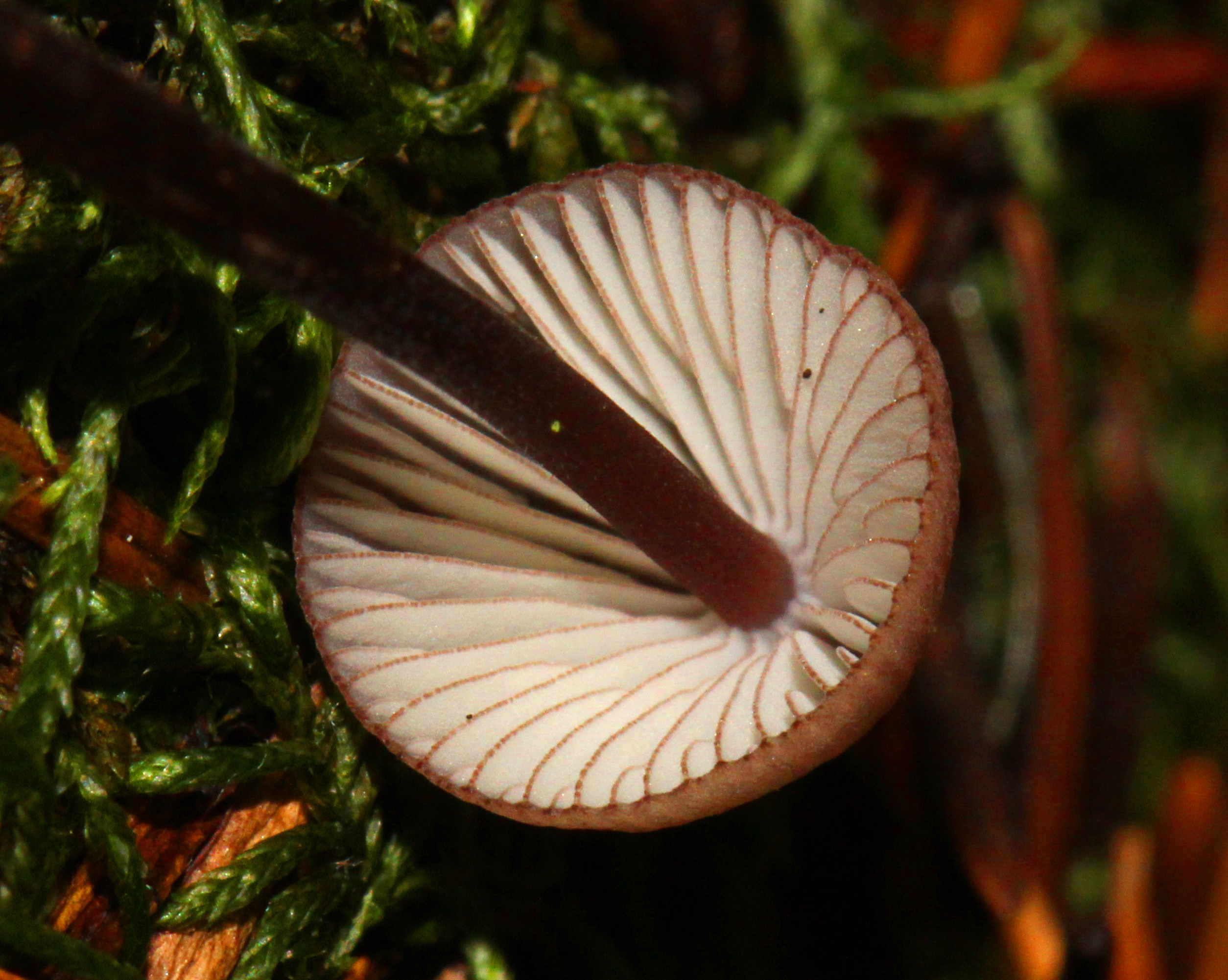